# 加特洛迪耶
加特洛迪耶（Ghatlodiya），是印度古吉拉特邦Ahmadabad县的一个城镇。总人口106259（2001年）。

## 人口
该地2001年总人口106259人，其中男性56040人，女性50219人；0—6岁人口11115人，其中男6138人，女4977人；识字率82.73%，其中男性为85.07%，女性为80.12%。